# Cannagara
Cannagara là một chi bướm đêm thuộc họ Geometridae.

## Các loài
- Cannagara aorisaria
- Cannagara apuraria
- Cannagara bogada
- Cannagara bubona
- Cannagara himerodes
- Cannagara sagiva
- Cannagara tropicaria